# 此村大毅
此村 大毅（このむら だいき、1990年4月21日 - ）は、新潟県新潟市北区出身の元プロサッカー選手、サッカー指導者。ポジションはフォワード。

## 人物
小学校3年より地元のクラブでサッカーを始め、小学校5年生ではキャプテンとして新津シティカップ優勝、新潟県代表としてよみうりランドで開かれる全国大会に出場を果たしている。なお5歳から小学校卒業までは空手も習っていた。
新潟市立南浜中学校の2年時に全国中学校サッカー大会に出場。
新潟市立高志高等学校時代には1年時の第85回全国高等学校サッカー選手権大会に出場。チームは1回戦で敗退したものの、途中出場を果たしている。
高校卒業後は東京国際大学に進学、サッカー部に入部したものの1年で退部。半年のブランクを経て、埼玉県社会人サッカーリーグの川高蹴球会に入団。
大学卒業後にタイのカセム・バンディット・ユニヴァーシティFCに入団。
2018年のWUナコンシーユナイテッド時代にはタイ・リーグ3の南部地域の得点王とベストイレブンに選出される。
2023年、地元新潟の燕三条CITY FCの監督兼ゼネラルマネージャーに就任。

## 所属クラブ
- 太夫浜ダッシャーズFC（現・南浜ダッシャーズ）
- 桃山クラマーズ
- 新潟市立南浜中学校
- 新潟市立高志高校
- 東京国際大学
- 2011年 - 2012年  川高蹴球会
- 2013年  カセム・バンディット・ユニヴァーシティFC
- 2013年  タイ・ホンダFC
- 2014年  カセム・バンディット・ユニヴァーシティFC
- 2014年  サムット・サーコーンFC
- 2015年  カセム・バンディット・ユニヴァーシティFC
- 2015年 - 2016年  トランFC
- 2016年 - 2017年  サトゥーン・ユナイテッドFC
- 2018年  WUナコンシーユナイテッド
- 2019年 - 2020年  アーントーンFC
- 2021年  ウタイターニーFC
- 2022年  ソンクラーFC

## タイトル

### クラブ
サトゥーン・ユナイテッドFC
- 2017年 タイ・リーグ4南部地域優勝

### 個人
WUナコンシーユナイテッド
- 2018年 タイ・リーグ3南部地域得点王・ベストイレブン